# 北海道大空高等学校
北海道大空高等学校（ほっかいどうおおぞらこうとうがっこう、Hokkaido Ozora High School）とは、北海道網走郡大空町にある町立高等学校である。

## 沿革
- 2021年 - 北海道立の北海道女満別高等学校が大空町へ移管の上、大空町立の北海道東藻琴高等学校と統合し、全日制総合学科の北海道大空高等学校開校[5]。